# Accesso abusivo a un sistema informatico o telematico
L'accesso abusivo a un sistema informatico o telematico è l'attività tipicamente posta in atto da un soggetto che si introduce senza autorizzazione in un computer o in un sistema di computer. In molti ordinamenti questa attività è considerata illecita ed è variamente sanzionata.

## Caratteristiche della fattispecie
Per la configurazione della fattispecie, in molti paesi europei le norme che regolano l'accesso abusivo ad un sistema informatico presentano delle costanti:
- Si richiede che siano state violate delle misure di protezione;
- Si punisce l'accesso abusivo sia da remoto[2] che da locale[3] qualora chi commette il reato non sia autorizzato ad accedere a dei settori di memoria protetti;
- Deve essere minacciata la riservatezza dei dati o dei programmi che il sistema informatico attaccato custodisce.

## Nel mondo

### Italia
Ai sensi dell'art. 615-ter del codice penale italiano, esso costituisce reato commesso da colui che abusivamente si introduce in un sistema informatico o telematico protetto da misure di sicurezza ovvero vi si mantiene contro la volontà espressa o tacita di chi ha il diritto di escluderlo.
La norma è stata introdotta con la legge 23 dicembre 1993, n.547, su sollecitazione comunitaria a seguito della raccomandazione 13 settembre 1989, n.9, del Consiglio dell'Unione europea, con la quale si suggerivano misure per la repressione del crimine informatico. La legge segue peraltro da vicino la revisione delle norme a tutela del diritto d'autore, con la quale si è estesa all'ambito informatico la protezione dei diritti sulle opere dell'ingegno, includendovi il software.

#### Sanzioni e aggravanti
La pena ordinaria prevista per il delitto, perseguibile a querela della parte offesa salvo che non ricorra alcuna fra le previste circostanze aggravanti, nel qual caso sarebbe procedibile d'ufficio, è la reclusione fino a 3 anni. La pena è la reclusione da uno a cinque anni se:
- il fatto è commesso da un pubblico ufficiale o da un incaricato di pubblico servizio, con abuso dei poteri o con violazione dei doveri inerenti alla funzione o al servizio, o da chi esercita anche abusivamente la professione di investigatore privato, o con abuso della qualità di operatore del sistema;
- il colpevole per commettere il fatto usa la violenza contro cose o persone, ovvero se è palesemente armato
- dal fatto deriva la distruzione o il danneggiamento del sistema o l'interruzione totale o parziale del suo funzionamento, ovvero la distruzione o il danneggiamento dei dati, delle informazioni o dei programmi in esso contenuti.

La pena è inoltre da 1 a 5 anni se i fatti previsti al comma I riguardano sistemi informatici o telematici di interesse militare o relativi all'ordine pubblico o alla sicurezza pubblica o alla sanità o alla protezione civile o comunque di interesse pubblico, mentre è da 3 a 8 anni se gli ora detti sistemi sono oggetto di quanto di cui al comma II.

#### Analisi della norma
Secondo alcuni giuristi l'inclusione della norma in seno al codice penale, anziché la sua introduzione attraverso una legge speciale, risponderebbe all'esigenza di non sancire, almeno in quella fase, «il riconoscimento del "bene" informatico quale oggetto sufficiente ed autonomo di tutela penale», preferendone una visione meramente strumentale rispetto a beni giuridicamente più tradizionali come «il patrimonio, la fede pubblica, l'inviolabilità dei segreti, la libertà individuale anche nelle sue implicazioni [...] con la inviolabilità del domicilio».
Mentre altre fattispecie di crimine informatico potevano agevolmente sommarsi a previsioni di ambiti più generali già vigenti e sufficientemente analoghe (ad esempio la frode, il falso informatico, il danneggiamento e gli illeciti correlati alla comunicazione), l'intrusione nei sistemi altrui trovava una solo labile analogia, e del tutto inapplicabilmente teorica, con la violazione di domicilio, richiedendosi pertanto una figura criminosa specifica.

#### La lesione del domicilio informatico
Secondo una tesi avanzata in dottrina, il legislatore mirerebbe ad introdurre la figura del «domicilio informatico» inteso come un'espansione ideale dell'area di rispetto pertinente al soggetto interessato. Ciò che si vuole tutelare sarebbe quindi una sorta di privacy informatica, ancor prima di verificare se siano state attaccate l'integrità e la riservatezza dei dati. Ci dovrebbe pertanto regolare in analogia con quanto si dispone in materia di violazione di domicilio.
Secondo un'altra tesi, il domicilio informatico non può assolutamente essere comparato alla tradizionale figura di domicilio in quanto non c'è alcuna analogia tra i sistemi informatici e i luoghi privati menzionati dall'art. 614 c.p. A questo si aggiunge il fatto che se il domicilio tradizionale e quello informatico fossero messi sullo stesso piano, non sarebbe comprensibile la scelta del legislatore di tutelare solo i sistemi informatici protetti da misure di sicurezza.
Considerata l'aggravante applicabile (se dal fatto deriva la distruzione o il danneggiamento del sistema o l'interruzione totale o parziale del suo funzionamento, ovvero la distruzione o il danneggiamento dei dati, delle informazioni o dei programmi in esso contenuti) si può assumere che l'art. 615-ter c.p. miri a salvaguardare l'integrità dei dati prescindendo dalla collocazione dell'art. sull'accesso abusivo tra i reati di violazione del domicilio. Considerando invece la decisione del legislatore di tutelare solo i sistemi protetti da misure di sicurezza pare plausibile, ai sostenitori di questa tesi, l'intenzione di salvaguardare la riservatezza dei dati. Si assume infatti che il titolare debba manifestare il suo interesse a tutelare la riservatezza dei dati, adattando misure di sicurezza indipendentemente dalla loro complessità tecnica di implementazione.

#### L'intrusione abusiva
L'accesso abusivo si concretizza non appena vengono superate le misure di sicurezza del sistema. L'art. 615-ter c.p. punisce la semplice intrusione ancor prima di valutare l'ipotesi di danneggiamento o furto dei dati.
Il reato può anche essere causato da soggetti legittimati all'uso del sistema, autorizzati ad accedere solo ad una parte dei dati contenuti in memoria. In tal caso il sistema protetto diviene quella parte di memoria a cui l'accesso non è autorizzato.

#### La permanenza nel sistema altrui
Ha senso parlare di permanenza non autorizzata qualora il soggetto responsabile dell'intrusione si sia trovato casualmente in una zona protetta del sistema contro la volontà di colui che esercita lo ius escludendi. Ad una introduzione nel sistema inizialmente autorizzata deve quindi far seguito una permanenza non autorizzata che si realizza allorquando il reo "vi si mantiene contro la volontà espressa o tacita di chi ha il diritto di escluderlo".